# Jože Plečnik
Jože Plečnik (uttal (fil)), född 23 januari 1872 i Ljubljana (dåvarande Österrike-Ungern), död 7 januari 1957 i Ljubljana, var en slovensk arkitekt, verksam i Wien, Belgrad, Prag och Ljubljana.

## Biografi
Jože Plečnik utbildade sig först i Graz. Plečnik arbetade för Otto Wagner i Wien 1894–97 och hade därefter eget arkitektkontor i Wien. År 1911 blev han professor i arkitektur i Prag och kom att leda arbetet med ombyggnationer (slottet och trädgårdsanläggningarna restaurerades) av Pragborgen på uppdrag av Tjeckoslovakiens president Tomáš Garrigue Masaryk. 
1920 återvände han till sin hemstad Ljubljana. Ivan Vurnik hade då startat arkitekturavdelningen vid den tekniska fakulteten vid Ljubljanas universitet. Han övertalade Plečnik att, liksom Vurnik, bli heltidsprofessor på det nyöppnade universitetet. De anses ha varit rivaler och hade olika politiska ideologier. Plečnik var konservativ och troende katolik. Vurnik, som även han var troende, var mer liberal och nationalist. 
Plečnik kom att sätta stort avtryck i Ljubljana när han under mellankrigstiden lät rita flera av stadens mest kända byggnader. Plečnik kom att skapa stora delar av stadens moderna centrum med bland annat Tromostovje (Trippelbron) och upprustning av broar och kajer med saluhall (1930–44). Jože Plečnik ritade även National- och universitetsbiblioteket (1936–41). Plečnik arbetade på ett okonventionellt och personligt vis med klassicismen som grund med påverkan från jugend och modernism, vilket resulterade i en säregen och uttrycksfull arkitektur.
Idag är hans hem i Ljubljana museum över hans verk.

## Byggprojekt i urval
- Langer Haus, Wien (1900)
- Zacherlhaus, Wien (1903–05)
- Helgeandskyrkan, Wien (1910–13)
- Renovering och ombyggnationer i delar av Pragborgen (1920–34)
- Heliga hjärtats kyrka, Prag (1922–33)
- Kontorshus för försäkringsbolaget Vzajemna, Ljubljana (1928–30)
- Tromostovje (Trippelbron), Ljubljana (1929 )
- National- och universitetsbiblioteket, Ljubljana (1936–41)
- Sankt Mikaelskyrkan i marsklandet, Črna vas (1937–38)
- Upprustning av broar och kajer vid Ljubanicafloden, fiskmarknad med mera, Ljubljana (1930–44)
- Žale-kyrkogården, Ljubljana (1940)

|  |  |